# Дубки (Володарський район)
Дубки (рос. Дубки) — селище в Володарському районі Нижньогородської області Російської Федерації.
Населення становить 37 осіб. Входить до складу муніципального утворення сільрада Красна Горка.

## Історія
Від 2009 року входить до складу муніципального утворення сільрада Красна Горка.

## Населення
| 1859 | 1905 | 1926 | 1999 | 2010 |
| ---- | ---- | ---- | ---- | ---- |
| 360  | ↗472 | ↗480 | ↘45  | ↘37  |